# HMS Cleveland (L46)
El HMS Cleveland (L46) fue un destructor Tipo I de la clase Hunt de la Marina Real Británica construido por Yarrow Shipbuilders Limited de Scotstoun y botado el 24 de abril de 1940. Fue adoptado por la comunidad civil de Middlesbrough  entonces en el North Riding of Yorkshire, como parte de la campaña Warship Week en 1942.

## Hundimiento
El 29 de septiembre de 1945, el Cleveland zarpó de Gibraltar a Devonport y fue puesto en reserva. Fue vendido para desguace y naufragó en Llangennith, Glamorgan, Gales, el 28 de junio de 1957 mientras era remolcado a Llanelli (Monmouthshire), para su desguace. El naufragio fue desmantelado y volado en diciembre de 1959.